# Старков, Вадим Петрович
Вадим Петрович Старков (20 апреля 1979, Псков) — российский футболист, выступавший на позиции левого защитника. Сыграл 8 матчей в премьер-лиге России.

## Биография
Воспитанник псковской ДЮСШ «Стрела», первый тренер — Марк Петухов. На взрослом уровне дебютировал в 17-летнем возрасте в матчах третьей лиги в составе местного клуба «Машиностроитель», позднее переименованного в ФК «Псков». В 1999 году в составе своей команды стал чемпионом России среди любителей. Всего за псковский клуб в соревнованиях профессиональных команд сыграл 110 матчей и забил 6 голов, а также 12 матчей и 1 гол в любительском первенстве.
В 2001 году перешёл в новороссийский «Черноморец». Дебютный матч в премьер-лиге сыграл 4 августа 2001 года против «Сатурна», выйдя на замену на 58-й минуте вместо Альфонса Чами. Всего в составе «Черноморца» принял участие в восьми матчах Премьер-лиги, из них только один отыграл полностью, а его команда по итогам сезона заняла последнее место. Также сыграл 25 матчей и забил 4 гола в первенстве дублёров.
В дальнейшем выступал в первом дивизионе за «Газовик-Газпром» и «Химки». В составе «Химок» стал финалистом Кубка России 2004/05, сыграл три матча на ранних стадиях, однако в финальных стадиях не играл. В 2005 году перешёл в тольяттинскую «Ладу», с которой вышел из второго дивизиона в первый. В 2007 году присоединился к белгородскому «Салюту», за эту команду выступал следующие шесть сезонов и сыграл более 170 матчей. В сезоне 2011/12 стал победителем зонального турнира второго дивизиона. В 2013 году завершил карьеру, но в 2016 году вернулся в белгородскую команду и сыграл ещё один матч на профессиональном уровне.
В середине 2010-х годов организовал в Белгородской области юношеский турнир «Кубок Вадима Старкова». Организовал в Белгороде детскую футбольную школу «Стрела», в которой работает руководителем и тренером.

## Достижения
- Чемпион России среди любителей: 1999
- Победитель второго дивизиона: 2011/12 (зона «Центр»)
- Финалист Кубка России: 2004/05